# Maestro degli Angeli ribelli
Il Maestro degli Angeli ribelli (fl. XIV secolo) è stato un pittore italiano attivo a Siena nel secondo quarto del secolo XIV.
L'anonimo artista deve il suo nome ad una tavoletta, oggi conservata al Louvre, databile tra il 1340 e il 1345 e dipinta su due lati, le facce un tempo divise e appartenenti ad un polittico, ora disperso, vennero trasportate su tela e incollate insieme, in un lato è il Redentore con i cori angelici e la Caduta degli angeli ribelli, nell'altro la scena con San Martino divide il suo mantello a mezza figura.
In passato si è sempre ritenuto che il maestro fosse attivo ad Avignone, a contatto con la coeva opera di Simone Martini, da cui riprende alcuni motivi stilistici.
Nel 1981 il Polzer attribuisce a Giovanni da Milano il retro del dipinto e a Naddo Ceccarelli il recto.
Più realisticamente l'opera va attribuita ad un unico artista, nel 1983 Giovanni Previtali, accostando la tavola all'Assunzione della Vergine dell'Alte Pinakothek di Monaco opera attribuibile a Lippo Memmi, parlava di un maestro attivo nella bottega dei Memmi, centro di elaborazione autonoma dell'eredita formale lasciata da Simone Martini al momento della sua partenza per Avignone. Nel 1985 tuttavia, sempre il Previtali, attribuiva la tavoletta allo stesso Simone Martini.
Le analisi più recenti parlano dell'anonimo come di un maestro attivo a Siena e della cerchia di Simone Martini, che mostra nella resa spaziale soluzioni simili a quelle adottate da Ambrogio Lorenzetti. L'iconografia del verso con la Caduta degli angeli ribelli, ha in alto Dio Padre in trono circondato da serafini, con sotto alla sua destra il coro angeli fedeli seduto e alla sua sinistra i troni lasciati vuoti dagli angeli ribelli, al centro, un gruppo di angeli armati assiste alla sottostante battaglia tra l'arcangelo Michele e i suoi angeli, armati di spade e lance, contro i ribelli, rappresentati come demoni dal corpo scuro, ali di pipistrello e testa cornuta, iconografia che verrà ripresa in una miniatura dei Fratelli Limbourg.